# تترینگن
تترینگن (به هلندی: Teteringen) یک منطقهٔ مسکونی در هلند است که در بردا واقع شده‌است. تترینگن ۵٬۲۵۰ نفر جمعیت دارد.